# Balta gemmicula
Balta gemmicula är en kackerlacksart som beskrevs av Morgan Hebard 1943. Balta gemmicula ingår i släktet Balta och familjen småkackerlackor. Inga underarter finns listade.